# Mitoura auburniana
Mitoura auburniana är en fjärilsart som beskrevs av Harris 1862. Mitoura auburniana ingår i släktet Mitoura och familjen juvelvingar. Inga underarter finns listade i Catalogue of Life.